# Northwood, Pennsylvania
Northwood är en ort i Blair County i delstaten Pennsylvania, USA.